# Font de la Soca
La Font de la Soca és una font de l'antic terme d'Hortoneda de la Conca, pertanyent a l'actual municipi de Conca de Dalt, al Pallars Jussà, en terres dels Masos de la Coma.
Està situada a 1.786 m d'altitud, a l'extrem nord-est del municipi, al vessant meridional de la Serra del Boumort. És al sud-est de la Torreta, a tocar, al nord, del Camí de les Escales a la Basseta, a ponent del Tossal Negre.